# Fernando Galindo Favela
Fernando Galindo Favela (6 de mayo de 1978) es un economista y político mexicano, miembro del Partido Revolucionario Institucional. Fue diputado federal para el periodo de 2018 a 2021.

## Reseña biográfica
Fernando Galindo Favela es licenciado en Economía egresado del Instituto Tecnológico Autónomo de México (ITAM). De 2001 a 2005 fue funcionario del Instituto de Protección al Ahorro Bancario (IPAB), en donde ocupó los cargos de jefe de departamento de Análisis Técnico, subdirector de Administración Cautelar, director de Apoyos Financieros y director de área en la Dirección General de Operaciones de Protección y Resoluciones Bancarias.
En 2005 al asumir la gubernatura del estado de México Enrique Peña Nieto, lo nombró director general de Política Fiscal en la Secretaría de Finanzas del estado, y en 2009 fue nombrado jefe de Información, Planeación, Programación y Evaluación de la misma secretaría. De 2009 a 2012 fue secretario técnico de la comisión de Presupuesto y Cuenta Pública en la LXI Legislatura de la Cámara de Diputados.
El 1 de diciembre de 2012 Enrique Peña Nieto asumió la presidencia de la República, y nombró a Fernando Galindo Favela como subsecretario de Egresos de la Secretaría de Hacienda y Crédito Público, permaneciendo en el cargo hasta 2018, siendo titulares de la misma secretaría Luis Videgaray Caso, José Antonio Meade Kuribreña y José Antonio González Anaya.
Renunció al cargo en 2018 al ser postulado por el PRI como candidato a diputado federal plurinominal, fue elegido a la LXIV Legislatura que concluyó en 2021. En la Cámara de Diputados fue presidente de la comisión de Economía, Comercio y Competitividad; secretario de la comisión de Presupuesto y Cuenta Pública; e integrante de la comisión de Hacienda y Crédito Público; además de integrante de la comisión bicameral en materia de disciplina financiera de las entidades federativas y de los municipios.